# Bel Borba
Alberto José Costa Borba, mais conhecido pelo nome artístico de Bel Borba (Salvador, 23 de janeiro de 1957), é um desenhista, artista gráfico e plástico, produtor de cinema, gravador brasileiro. Tem várias intervenções públicas em sua cidade natal com a técnica do painel em mosaico.

## Biografia
Ingressou em 1976 na Escola de Belas Artes da Universidade Federal da Bahia (UFBA), tendo iniciado o trabalho artístico com a técnica da aerografia, na qual utilizou por muitos anos.
Sua arte é vista em muitos pontos em Salvador, cobrindo com mosaicos pontos de ônibus, pedras, árvores, postes, túneis, muros, encostas e avenidas da capital baiana. No bairro do Candeal, se vê uma construção de serpente em aço inoxidável que mede 85 metros de comprimento. No Largo de Roma (praça Irmã Dulce), se vê uma escultura em homenagem à primeira santa católica brasileira, Irmã Dulce. Seu trabalho também pode ser visto nos bairros do Rio Vermelho, Ondina, Horto Florestal, Amaralina, Boca do Rio.
No município baiano de Lauro de Freitas, há obras suas na Praça Beira Mar, na Praça das Artes e na lateral de proteção da ponte sobre o rio Joanes. No exterior do Brasil, já produziu intervenções artísticas em Nova Iorque.